# Фигаредо Альваргонсалес, Энрике
Энрике Фигаредо Альваргонсалес (исп. Enrique Figaredo Alvargonzalez SJ, 21 сентября 1959 года, Хихон, Испания) — католический священник, префект Баттамбанга с 1 апреля 2000 года. Член монашеского ордена иезуитов и Конгрегации по делам институтов посвящённой жизни и обществ апостольской жизни (с марта 2014 года). Известен в Камбодже как «епископ инвалидных колясок». Двоюродный брат испанского министра экономики Родриго де Рато и Фигаредо.

## Биография
Родился 28 сентября 1948 года в многодетной семье известного испанского промышленника в городе Хихон, Испания. Обучался в иезуитской средней школе в Хихоне и колледже Непорочной Девы Марии, который окончил в 1976 году. 15 октября 1979 года вступил в постулат монашеского ордена иезуитов. Изучал экономику, теологию и философию. Имеет научные степени по этим дисциплинам. В 1985 году, будучи студентом университета, стал служить в иезуитской миссии по делам беженцев. Был отправлен орденом в камбоджийский лагерь беженцев в Таиланде. Через некоторое время возвратился в Испанию, где окончил своё обучение и 4 июля 1992 года был рукоположен в священники, после чего сразу же возвратился в Камбоджу. Поддерживая международное движение за запрещение противопехотных мин, посвятил себя служению камбоджийским инвалидам, получившим увечья от противопехотных мин. В 1991 году основал в Пномпене приют «Banteay Prieb» (Дом голубя). В этом приюте обучались дети, получившие травмы от мин и работали инвалиды, мастерившие деревянные инвалидные коляски с тремя колёсами.
Основал в Баттамбанге «Arrupe Center», в котором обучались добровольцы для ухода за инвалидами. Этот центр стал основой будущей Апостольской префектуры Баттамбанга. Для сбора пожертвований по программе помощи камбоджийским инвалидам основал детский танцевальный ансамбль, который совершил турне по Испании в 2000, 2005 и 2008 годах.
1 апреля 2000 года папа Иоанн Павел II назначил Энрике Фигаредо Альваргонсалеса префектом Апостольской префектуры Баттамбанга.

## Награды
Получил многочисленные награды за свою благотворительную деятельность в Камбодже, в том числе Большой крест Ордена гражданской солидарности от испанского правительства.
- Премия «Asturiano del Año»,сентябрь 1998 года;
- Премия «Juan María Bandrés», 2002 год;
- Премия «Premio a la Cooperación Humanitaria "Conde de Toreno", 2005
- Премия «Fundación Emilio Barbón», июль 2007
- Премия «Casa Asia», 2007
- Премия «Vocento a los Valores Humanos», 2007
- Премия «Asturiano predilecto de Madrid»
- Звание «Embajador Honorario de la Marca España»
- Премия «Barrio a Barrio a la Acción Social»
- Премия «Lámpara de Mina», 2008
- Премия «Dionisio de la Huerta Casagrán», 2011
- Премия «Luis Noé Fernández», 2011
- Премия «Solidaridad del Consejo Territorial»
- Премия «Colmena de de Oro a la Solidaridad», 2014